# Марка городской почты

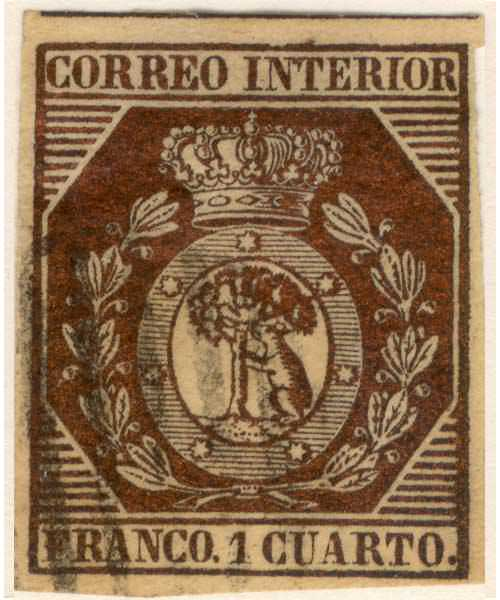
Марка городской почты Мадрида номиналом в 1 куарто (1853)

Марка городской почты — почтовая марка, выпускаемая для местной почтовой связи в крупном городе либо почтовой администрацией, либо местным почтовым учреждением (или с его ведома сторонней организацией, например, органом городского самоуправления).

## Отличие от марок частной почты
От марок городской почты следует отличать марки, выпускаемые для местной почтовой связи частными доставочными организациями. Такие марки относятся к маркам частной почты.

## Примеры марок городской почты

### Германия

#### Гамбург
В 1868 и 1869 годах Северогерманский почтовый союз выпустил марки городской почты для Гамбурга. Германская имперская почта продолжала использовать марки Гамбургской городской почты вплоть до 31 декабря 1874 года.

#### «Переходные выпуски»
В 1945—1946 годах во многих городах в оккупационных зонах оккупированной союзниками Германии в обращении были так называемые «переходные выпуски». Необходимость их выпуска была вызвана нехваткой почтовых марок в связи с изъятием из обращения марок фашистской Германии. На начальном этапе, с мая по сентябрь 1945 года, марки действительно печатались для почтовых целей, но затем стали выпускаться марки с надбавками в пользу местных коммунальных нужд (на восстановление, в фонд солидарности, на социальные цели). Поскольку в это время в наличии уже были общие выпуски, типа выпусков главных почтовых дирекций, или AM — Post, то Центральное управление почт и телеграфов признало или разрешило в бывшей советской зоне оккупации Германии лишь некоторые из таких марок. Многие «переходные выпуски», среди которых и франкировочные наклейки, считаются изданными в спекулятивных целях. В марте 1946 года эмиссия «переходных выпусков» была запрещена, и 31 октября 1946 года они были полностью изъяты из почтового обращения.

### Испания
В ноябре 1852 года сбор за пересылку простых писем в Испанию в пределах Мадрида был снижен до 1 куарто (cuarto). В январе 1853 года (по другим данным, в апреле) для городской почты Мадрида были эмитированы две почтовых марки номиналом в 1 и 3 куарто. На марках был изображён герб города и помещена надпись на испанском языке «Correo Interior» («Внутренняя почта»). Они были напечатаны типографским способом бронзовой краской, и это был первый случай использования металлической краски для печатания почтовых марок. 31 октября 1854 года марки были изъяты из обращения.

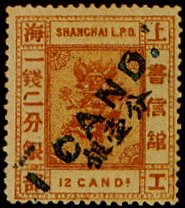
Надпечатка нового номинала в 1 кандарин на марке городской почты Шанхая в 12 кандаринов (1877)

### Китай
В 1854 году в Шанхае была создана собственная городская почта. В 1865 году появились первые марки Шанхайской городской почты с надписью «Shanghai L. P. O.» («Шанхай. Местное почтовое отделение»). В 1893 году в Шанхае были отпечатаны памятные марки, а в 1892 и 1893 годах — доплатные.
Филиалы Шанхайской городской почты существовали в некоторых других городах — открытых портах Китая, где также имелись британские отделения консульских почт. В ряде таких городов — Ханькоу, Фучжоу, Сямыне (Амое), Чифу, Уху и др. — также издавались местные марки. Все марки указанных местных почт были изъяты из почтового обращения 2 февраля 1897 года.

### Российская империя

#### Тифлис

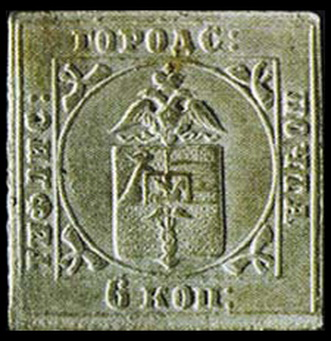
«Тифлисская уника», марка городской почты Тифлиса (1857)

Для городской почты входивших тогда в состав Российской империи Тифлиса (ныне Тбилиси) и Коджор в 1857 году были выпущены почтовые марки номиналом в 6 копеек (почтовая пересылка внутри города составляла 5 копеек, и 1 копейка добавлялась за стоимость изготовления). Инициатором выпуска стал управляющий почтовым округом на Кавказе и за Кавказом Н. С. Коханов. Первоначально выпуск был назван «бумажными штемпельными печатями, имеющими свойства облатки», причём для почтового отправления по городу требовалось наклеить одну марку («штемпельную печать»), а для пересылки в Коджоры (или обратно) — три.

#### Санкт-Петербург и Москва

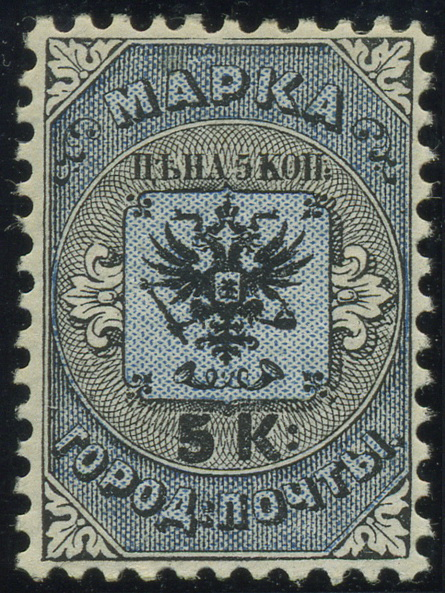

Существовавший в Российской империи порядок пересылки корреспонденции государственной почтой только между городами вызвал к жизни необходимость организации доставки почтовых отправлений в крупных городах страны. Первая в России городская почта начала работать в Санкт-Петербурге 17 января 1833 года, а с 1 января 1845 года — и в Москве. Начиная с 1858 года междугородние простые письма оплачивались как почтовыми марками, так и штемпельными конвертами, благодаря чему население могло опускать в почтовые ящики любые письма. Наименьший номинал выпущенных российских почтовых марок был равен 10 копейкам серебром. Между тем, пересылка городского письма любого веса стоила 5 копеек серебром. Чтобы не переплачивать вдвое, отправители могли опускать в почтовые ящики городские письма в Петербурге и Москве только в штемпельных конвертах городской почты. Для отправки городских почтовых отправлений в простых конвертах или обёртках всякий раз нужно было идти в приёмные пункты городской почты и оплачивать почтовый сбор в 5 копеек наличными деньгами. Такая ситуация привела к тому, что 21 мая 1863 года главноначальствующий над Почтовым департаментом обратился в Государственный совет с просьбой разрешить ввести для пересылаемых по городской почте Санкт-Петербурга и Москвы специальные марки номиналом в 5 копеек. 17 июня 1863 года Государственный совет высказал мнение о введении марок городской почты, утверждённое Александром II 15 июля 1863 года.

«…немедленно по получении марок открыть их продажу в самих почтамтах, в городских почтовых отделениях, а также в других приёмных местах городской почты».
В опубликованном 2 августа в «Северной пчеле» и других российских газетах объявлении Почтового департамента говорилось: 

«В видах улучшения существующего способа пересылки писем по городской почте, Высочайше разрешено ввести для этой корреспонденции особые почтовые марки, которые могут наклеиваться на простые конверты и даже без конвертов на сложенное письмо. При введении марок сохраняется также способ пересылки писем в штемпельных конвертах. Продажа почтовых марок производится ежедневно, кроме воскресных дней, как в обоих столичных Почтамтах, так и в других приёмных пунктах городской почты…».
Пятикопеечная марка городской почты недолго находилась в обращении на городской почте и примерно через год, в августе 1864 года была изъята из обращения специальным распоряжением Почтового департамента в связи с выпуском в 1864 году общегосударственных почтовых марок номиналами в 1, 3 и 5 копеек, при этом до 1884 года ею можно было оплачивать междугороднюю внутреннюю и заграничную пересылку почтовых отправлений. В 1909 году нераспроданные 111 900 экземпляров этой марки были уничтожены с передачей в Почтово-телеграфный музей на хранение 7600 марок, которые в 1911 году были проданы Главным управлением почт и телеграфов торговцу марками в Берлине Ф. Козаку.

#### Варшава
В 1915—1916 годах в обращение находились марки городской почты для Варшавы, входившей тогда в состав Российской империи. Ранним коллекционером этих марок был Иосиф Бухер из Люцерна (Швейцария), который демонстрировал своё собрание в СССР в 1924 году, во время проведения первой Всесоюзной выставки по филателии и бонам в Москве, и был удостоен за экспонат «Марки Варшавской почты» одной из наград выставки.

### Королевство Польское
В 1917—1918 годах на территории Королевства Польского, в городе Пшедбуже также издавались собственные марки с надписью на польском языке «Городской совет города Пшедбужа». В этот же период марки местного производства курсировали в ряде других польских городов.